# Platylestes pertinax
Platylestes pertinax – gatunek ważki z rodziny pałątkowatych (Lestidae).